# Watervliet (Míchigan)
Watervliet es una ciudad ubicada en el condado de Berrien en el estado estadounidense de Míchigan. En el Censo de 2010 tenía una población de 1735 habitantes y una densidad poblacional de 0,55 personas por km².

## Geografía
Watervliet se encuentra ubicada en las coordenadas 42°11′21″N 86°15′31″O / 42.18917, -86.25861. Según la Oficina del Censo de los Estados Unidos, Watervliet tiene una superficie total de 3170.15 km², de la cual 3071.71 km² corresponden a tierra firme y (3.1%) 98.42 km² es agua.

## Demografía
Según el censo de 2010, había 1735 personas residiendo en Watervliet. La densidad de población era de 0,55 hab./km². De los 1735 habitantes, Watervliet estaba compuesto por el 94.29% blancos, el 1.04% eran afroamericanos, el 0.81% eran amerindios, el 0.23% eran asiáticos, el 0% eran isleños del Pacífico, el 0.98% eran de otras razas y el 2.65% pertenecían a dos o más razas. Del total de la población el 3.92% eran hispanos o latinos de cualquier raza.